# Ran (película)
Ran (japonés: 乱, cuyo significado es "caos" o "miseria") es una película japonesa de 1985 escrita y dirigida por Akira Kurosawa. Considerada una de las obras clave del cineasta la trama está basada, además de las leyendas del daimio Mori Motonari, en la tragedia El rey Lear de William Shakespeare. Se trata de un jidaigeki (drama japonés) que muestra la caída de Hidetora Ichimonji (Tatsuya Nakadai) un señor de la guerra de la Era Sengoku que decide abdicar en favor de sus tres hijos. Tras llevar a cabo esta decisión su reino se desintegra debido a las luchas de poder entre su prole que tratan de asesinar a sus rivales.
Tras su estreno tuvo positivo reconocimiento de la crítica siendo nominada a los premios Globos de Oro o los premios César. También 30 premios incluyendo el Festival de San Sebastián, en los premios David de Donatello de la academia italiana, los BAFTA o los premios Óscar.

## Sinopsis
El antaño poderoso clan Ichimonji, después de que su patriarca Hidetora tomara la decisión de dar el control de su reino a sus tres hijos, entra en una espiral de decadencia. Tarō, el hijo mayor, recibe el prestigioso Primer Castillo y se convierte en el líder del clan Ichimonji. A los otros dos hijos, Jirō y Saburō, se les concede los castillos Segundo y Tercero respectivamente. Jirō y Saburo tienen que apoyar a Tarō y, al ilustrarles esta orden mediante la imagen de un haz de flechas, su padre Hidetora les aconseja fortalecerse entre los tres. Hidetora seguirá siendo el líder oficial y mantendrá el título de Gran Señor. Saburō critica la lógica de su padre. Hidetora consiguió su poder mediante la traición, le dice, y sin embargo espera que sus hijos le sean leales. Hidetora confunde este comentario con una amenaza y, cuando su sirviente Tango sale a defender a Saburō les destierra a ambos.
Así empieza la tragedia. Primero su hijo mayor le arrebata su nominal título, por lo que se va a su segundo hijo, Jiro, el cual también actúa contra él. Finalmente ambos se alían contra Hidetora, cuando se refugia en el tercer castillo, donde le derrotan. Así, Hidetora empieza a enloquecer, algo que se acentúa más cuando esas luchas de poder, que ahora hacen sus dos hijos mayores entre sí, destruyen más y más el reino.

## Reparto
| Actor            | Personaje                |
| ---------------- | ------------------------ |
| Tatsuya Nakadai  | Lord Hidetora Ichimonji  |
| Akira Terao      | Taro Takatora Ichimonji  |
| Jinpachi Nezu    | Jiro Masatora Ichimonji  |
| Daisuke Ryu      | Saburo Naotora Ichimonji |
| Mieko Harada     | Lady Kaede               |
| Yoshiko Miyazaki | Lady Sué                 |
| Hisashi Igawa    | Shuri Kurogane           |
| Peter            | Kyoami                   |
| Masayuki Yui     | Tango Hirayama           |

## Producción
Para la confección del guion la historia está basada en leyendas del daimio Mori Motonari así como en la tragedia shakespeariana El rey Lear.

"Ran es una tragedia sobre el poder, sobre la ambición y la estupidez de los hombres que luchan y guerrean. No estoy de acuerdo tampoco con quienes afirman que hay una cierta influencia judeocristiana, en cuanto tragedia del remordimiento. Esa idea es también japonesa. Para nosotros, siempre se paga por lo que se ha hecho, siempre se vuelve y se hace balance"
Akira Kurosawa (Diario El País, 1985) 

El proceso de producción se desarrolló a lo largo de una década debido al trabajo de investigación sobre la época en que se ambienta la trama y a las dificultades para encontrar presupuesto suficiente para desarrollar la película conforme a la visión del cineasta japonés.

"He esperado casi 10 años para poder realizar Ran. Empecé entonces a estudiar la época, el siglo XVI, y a preparar los bocetos, los dibujos sobre el vestuario y los escenarios, pero hasta hace sólo dos años no encontré productor."
Akira Kurosawa (Diario El País, 1985) 

La banda sonora, escrita por Tōru Takemitsu y con influencia de Gustav Mahler, suena aislada, con el sonido de la escena enmudecido, particularmente cuando el castillo de Hidetora está siendo destruido.

"El compositor Toru Takemitsu es un hombre de talento, con una fuerte personalidad, pero en el cine el músico tiene que ajustarse a la voluntad del realizador. Yo le explicaba cómo había sido el rodaje de la película y discutíamos hasta ponernos de acuerdo sobre la banda sonora."
Akira Kurosawa (Diario El País, 1985) 

Ran fue la última gran película épica de Kurosawa. Con un presupuesto de 12 millones de dólares fue la película japonesa más cara jamás producida.

"Yo he dicho que es la obra de mi vida, pero no mi última obra. Para mí es precisamente lo contrario, un punto de partida, el comienzo de una nueva época, porque ahora puedo desprenderme de algo que me tenía obsesionado."
Akira Kurosawa (Diario El País, 1985) 

## Recepción
La película fue aclamada por sus poderosas imágenes y el uso del color. El diseñador de vestuario Emi Wada ganó un Oscar al mejor diseño de vestuario. El filme recibió además otros 29 premios.
Con 103 195 valoraciones IMDb le otorga una puntuación de 8,2 sobre 10. En FilmAffinity con 25 495 votos obtiene una valoración de 8,1 sobre 10. En Rotten Tomatoes la película obtiene una calificación por parte de la crítica de 96 sobre 100 y de 95 sobre 100 por parte de la audiencia. La revista Fotogramas le concede una puntuación de 5 sobre 5.
Según Stephen Prince Ran es "una crónica del ansia implacable de poder, la traición al padre por parte de sus hijos, y las omnipresentes guerras y asesinatos, que destruyen a todos los personajes protagonistas".

## Premios
Premios del Círculo de Críticos de Cine de Nueva York
| Categoría                           | Resultado |
| ----------------------------------- | --------- |
| Mejor película en lengua extranjera | Ganadora  |

Premios Óscar
| Categoría                  | Persona(s)                              | Resultado |
| -------------------------- | --------------------------------------- | --------- |
| Mejor director             | Akira Kurosawa                          | Nominado  |
| Mejor diseño de vestuario  | Emi Wada                                | Ganadora  |
| Mejor fotografía           | Takao Saito, Shoju Ueda y Asakazu Nakai | Nominados |
| Mejor diseño de producción | Yoshiro Muraki y Shinobu Muraki         | Nominado  |